# Ewing (Familienname)
Ewing ist ein englischer Familienname.

## Namensträger
- Alexander Ewing (1814–1873), schottischer Theologe
- Alexander Ewing (Komponist) (1830–1895), schottischer Musiker und Komponist
- Alfred Cyril Ewing (1899–1973), britischer Philosoph
- Amy Ewing, US-amerikanische Autorin
- Andrew Ewing (1813–1864), US-amerikanischer Politiker
- Annabelle Ewing (* 1960), schottische Politikerin
- Barbara Ewing (* 1944), neuseeländische Schauspielerin und Romanautorin
- Blake McIver Ewing (* 1985), US-amerikanischer Schauspieler und Synchronsprecher
- Charles Ewing (1835–1893), US-amerikanischer Offizier, General der Nordstaaten im Bürgerkrieg
- Dan Ewing (* 1985), australischer Schauspieler
- Darren Ewing, US-amerikanischer Schauspieler, Komiker und ehemaliger Hörfunkmoderator
- Dave Ewing (Fußballspieler, 1881) (David Alexander Ewing; 1881–1926), englischer Fußballspieler
- Dave Ewing (Fußballspieler, 1929) (David Ewing; 1929–1999), schottischer Fußballspieler
- Diana Ewing (* 1946), US-amerikanische Schauspielerin
- Edwin Hickman Ewing (1809–1902), US-amerikanischer Politiker
- Ella Ewing (1872–1913), US-amerikanische Sideshow-Darstellerin
- Fergus Ewing (* 1957), schottischer Politiker
- George Ewing (fl. 1895), schottischer Fußballspieler
- George Washington Ewing (1808–1888), US-amerikanischer Politiker
- Henry Ellsworth Ewing (1883–1951), US-amerikanischer Arachnologe
- Harry Ewing, Baron Ewing of Kirkford (1931–2007), britischer Politiker
- Heidi Ewing, US-amerikanische Produzentin, Film- und Fernsehregisseurin von Dokumentarfilmen
- Hugh Boyle Ewing (1826–1905), US-amerikanischer Offizier, General der Nordstaaten im Bürgerkrieg
- Ian Orr-Ewing, Baron Orr-Ewing (1912–1999), britischer Politiker
- James Ewing (1866–1943), US-amerikanischer Pathologe
- James Alfred Ewing (1855–1935), schottischer Physiker und Ingenieur
- James Arthur Ewing, US-amerikanischer Politiker und Territorialgouverneur
- John Ewing (Politiker) (1789–1858), US-amerikanischer Politiker
- John Ewing (Diplomat) (1857–1923), US-amerikanischer Diplomat
- John Ewing (Baseballspieler) (1863–1895), US-amerikanischer Baseballspieler
- John Hoge Ewing (1796–1887), US-amerikanischer Politiker
- John Richard Ewing, Geburtsname von Streamline Ewing (1917–2002), US-amerikanischer Jazzmusiker
- Juliana Horatia Ewing (1841–1885), englische Kinderbuchautorin
- Larry Ewing, US-amerikanischer Programmierer
- Margaret Ewing (1945–2006), schottische Politikerin
- Maria Ewing (1950–2022), US-amerikanische Opernsängerin mit der Stimmlage Sopran und Mezzosopran
- Marty P. Ewing, US-amerikanischer Filmproduzent
- Mason Ewing (* 1982), kamerunischer Filmproduzent, Drehbuchautor und Regisseur
- Maurice Ewing (1906–1974), US-amerikanischer Geophysiker
- Megan Ewing (* 1984), US-amerikanisches Supermodell
- Montague Ewing (1890–1957), britischer Komponist
- Murrell Ewing (1941–2010), US-amerikanischer Bischof
- Patrick Ewing (* 1962), US-amerikanischer Basketballspieler
- Patrick Ewing Jr. (* 1984), US-amerikanischer Basketballspieler
- Presley Ewing (1822–1854), US-amerikanischer Politiker
- Reid Ewing (* 1988), US-amerikanischer Schauspieler und Musiker
- Rufus Ewing (* 1968), Politiker der Turks- und Caicosinseln
- Samuel Ewing (1906–1981), US-amerikanischer Hockeyspieler
- Skip Ewing (* 1964), US-amerikanischer Country-Sänger und Songwriter
- Streamline Ewing (John Richard Ewing, 1917–2002), US-amerikanischer Jazz-Posaunist
- Thomas Ewing (1789–1871), US-amerikanischer Politiker
- Thomas Ewing, Jr. (1829–1896), US-amerikanischer Offizier und Politiker
- Thomas W. Ewing (* 1935), US-amerikanischer Politiker
- Tommy Ewing (Fußballspieler, 1934) (Thomas McCall Halliday Ewing; * 1934), schottischer Fußballspieler
- Tommy Ewing (Fußballspieler, 1937) (Thomas Ewing; * 1937), schottischer Fußballspieler
- Walter Ewing (1878–1945), kanadischer Sportschütze
- William Ewing (1859–1906), US-amerikanischer Baseballspieler und -trainer, siehe Buck Ewing
- William Lee D. Ewing (1795–1846), US-amerikanischer Politiker
- Winnie Ewing (1929–2023), schottische Politikerin
- Z. W. Ewing (1843–1909), US-amerikanischer Politiker